# Herlaermolen

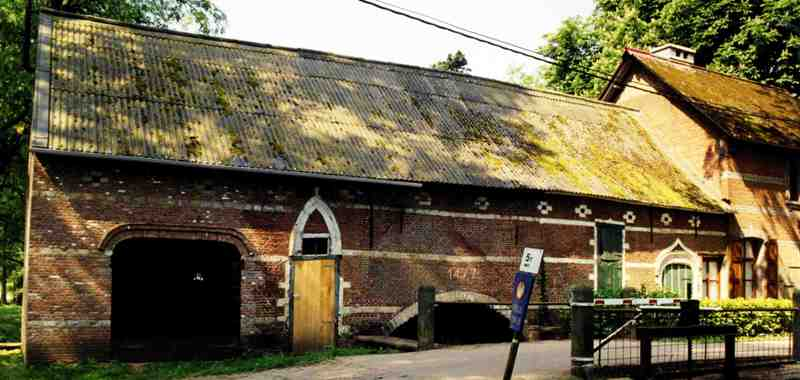
Molenhuis

De Herlaermolen is een watermolen in de Antwerpse plaats Herenthout, gelegen aan Herlaar 17.
Deze onderslagmolen op de Wimp is een dubbelmolen die fungeerde als korenmolen en oliemolen.

## Geschiedenis
Deze watermolen was een banmolen die behoorde tot het Kasteel Herlaar. De molen werd voor het eerst vermeld in 1304 en fungeerde toen als moutmolen. Mogelijk werd in 1477 de molen uitgebreid tot dubbelmolen. Iets na 1502 werd de molen herbouwd.
Tijdens de godsdiensttwisten bleef de molen intact, maar in 1598 moesten wel herstellingen worden uitgevoerd.
Al voor 1817 beëindigde de oliemolen zijn bedrijf. Omstreeks 1900 stopte ook de korenmolen, maar tijdens de Tweede Wereldoorlog werd deze weer in bedrijf genomen. In 1986 werd de watermolen en zijn omgeving als beschermd monument geklasseerd. De oliemolen werd als schuur in bedrijf genomen, stortte in, maar werd in 1985 weer herbouwd.

## Gebouw
De molen heeft een groot houten onderslagrad. Het is de enige watermolen in de provincie Antwerpen waarvan het binnenwerk geheel van hout is. Het onderslagrad drijft een molenas aan die over de lengte van de meelzolder is aangebracht. Deze heeft twee kamwielen welke elk een bonkelaar aandrijven die dan weer een koppel molenstenen in beweging zet. De inrichting is vermoedelijk van 1761.
Ook het sluiswerk is nog aanwezig. Het molenhuis is in baksteen met speklagen van zandsteen. De molenaarswoning is uit de 2e helft van de 19e eeuw.
- Inventaris van het Bouwkundig Erfgoed (Vlaanderen): 47190